# 麥迪遜縣 (佛羅里達州)
麥迪遜縣（英語：Madison County）是美國佛羅里達州北部的一個縣，北鄰喬治亞州。面積1,854平方公里。根據美國2000年人口普查，共有人口18,733。縣治麥迪遜。
成立於1827年12月26日，縣名是紀念第四任總統詹姆斯·麥迪遜。